# Кейкавус II
‘Иззеддин Кейкавус II (Кей-Каус; тур. II. İzzeddin Keykavus; 1234/35 — 1279/80) — конийский султан (1245—1256, 1257—1261).

## Ранние годы
Иззеддин Кейкавус был старшим сыном конийского султана Гийаседина Кейхюсрева II; его матерью была наложница султана, дочь греческого священника. Наследником Кейхюсрева, согласно его завещанию, должен был стать его младший сын Алаэддин Кейкубад, от грузинской принцессы Тамар (Гюрджю Хатун), дочери царицы Русудан. Но после смерти Кейхюсрева (1245/1246) могущественный визирь Шамс ад-Дин Исфахани выступил в поддержку Кейкавуса, женился на его матери, казнил нескольких несогласных эмиров и сосредоточил в своих руках власть. П. И. Жаворонков, ссылаясь на сведения Киракоса Гандзакеци, утверждает, что Кейкавус взошёл на престол, опираясь на родство с никейским императором и его помощь.
Однако визирь не смог предотвратить действий Рукнеддина Кылыч-Арслана, среднего брата, который в сопровождении нескольких эмиров отправился в Каракорум, столицу Монгольской империи, надеясь что каан отдаст правление ему. Сельджуки присутствовали на великом курултае 1246 года, где кааном был избран Гуюк. Кылыч-Арслан получил от нового хана ярлык на правление. Гуюк, в ответ на жалобу эмиров, приказал выдать визиря Шамс ад-Дина родственникам убитых им вельмож. По возвращении Кылыч-Арслана в Малую Азию он был признан султаном, а Шамс ад-Дин Исфахани предан смерти (1249).

## Триумвират
К этому времени стало известно о смерти кагана Монгольской империи Гуюка. Поскольку новый хан не был избран, сельджукские эмиры договорились, что все три сына Кейхюсрева II должны царствовать совместно: в 647—655 гг. х./1249-1257 гг. н. э. на монетах чеканятся три имени. Но в 1254 году Кылыч-Арслан был признан в Кайсери единственным султаном; в городе чеканились монеты только с его именем. Переговоры не дали результата, и в конце 1254 — начале 1255 г. между Кейхюсревом и Кылыч-Арсланом началась борьба за единоличную власть. Первый опирался на греков, второй — на монголов. Кылыч-Арслан потерпел поражение и был заключён в крепость Буруглу.
Монгольский наместник Байджу-нойон вторгся в пределы султаната под тем предлогом, что Кейкавус задержал выплату дани. Султан при поддержке туркменских племён выступил навстречу монголам и 14 октября 1256 года два войска встретились близ Аксарая. Кейкавус, в войске которого сражался греческий отряд под командой будущего византийского императора Михаила Палеолога, потерпел поражение и бежал к своему союзнику Феодору II Ласкарису. Рукн ад-Дин Кылыч-Арслан IV обрёл свободу и вновь был признан султаном. Кейкавус прибыл к никейскому императору в Сарды в начале января 1257 года. Феодор дал Кейкавусу отряд в 400 всадников в обмен на Лаодикею и Хоны с двумя крепостями. Узнав, что монгольские войска отступили, Кейкавус вернулся в Конью, в то время как Кылыч-Арслан пребывал в Кайсери.
Вслед за тем Кейкавус и Кылыч-Арслан отправились к Тебризу, в ставку Хулагу, предводителя монгольского поход на Ближнем Востоке, (согласно Рашид ад-Дину, это произошло в августе 1258 года, по Абу-ль-Фиде, — в 657 г. х. = 28 декабря 1258 —18 декабря 1259 гг. н. э.). Хулагу был крайне недоволен выступлением Кейкавуса против Байджу-нойона, но, по просьбе Докуз-хатун, простил его. Оба брата приняли участие в кампании Хулагу в северной Сирии и вернулись в Рум, когда Хулагу отступил на восток. Затем, заподозрив Кейкавуса в тайных сношениях с мамлюками, Хулагу приказал Кылыч-Арслану двинуться с войсками против брата. При поддержке монгольских сил Кылыч-Арслан вытеснил Кейкавуса из его столицы Коньи, и тот был вынужден бежать сначала в Анталью, а затем — в Константинополь, ко двору Михаила Палеолога.

## Жизнь в Византии и Орде
Осенью 1261 года (или зимой 1260) Михаил VIII и Хулагу подписали секретный договор о дружбе, одним из пунктов которого было содержание при византийском дворе Кейкавуса под домашним арестом. В 1265 году состоялся совместный монгольско-болгарский поход на Византию. Золотоордынский правитель Берке намеревался освободить из заключения Кейкавуса II, о чём просил брат последнего Рукн ад-Дин Кылыч-Арслан IV. Союзные войска не стали атаковать Константинополь, а направились к городку Энос, находившемуся в устье Марицы, на берегу Эгейского моря, куда под предлогом встречи с императором незадолго до того перебрался Кейкавус. Освободив султана и захватив в плен множество жителей Фракии, ордынцы вернулись в кыпчакские степи. Кейкавус был милостиво принят Берке и прожил в Орде остаток жизни, получив во владение земли в Крыму.
Он женился на дочери хана Берке и получив в держание (икта) город Солхат, находился там до своей смерти в 1278 - 1279 годах.